# The Beautiful Life
The Beautiful Life é uma série de televisão de drama adolescente americana, que foi exibida pela The CW de 16 de setembro de 2009 a 23 de setembro de 2009. A série e estrelada por Mischa Barton, Elle MacPherson, Sara Paxton e Corbin Bleu. A série girava em torno de um grupo de modelos masculinos e femininos compartilhando uma residência na cidade de Nova York. Mike Kelley serviu como o showrunner para a série, baseado no roteiro do ex-modelo que virou escritor, Adam Giaudrone, e Ashton Kutcher foi o produtor executivo. A The CW encomendou 13 episódios para a primeira temporada.
Em 25 de setembro de 2009, The Beautiful Life foi cancelado após dois episódios devido a baixa audiência. Este foi o primeiro cancelamento de televisão na rede da temporada televisiva de 2009-10. Seis episódios completos foram produzidos, enquanto o cancelamento ocorreu durante as filmagens do sétimo episódio. Em 17 de novembro de 2009, o New York Daily News informou que a The CW planejava transmitir os episódios restantes durante os meses de verão. No entanto, um porta-voz da emissora afirmou que "o status de episódios não-iniciados ainda precisa ser determinado", e a partir de agora, os episódios restantes permanecem sem produção. Os primeiros cinco episódios (de seis supostamente produzidos) foram transmitidos no YouTube, com Kutcher afirmando, em dezembro de 2009, "O que nós sentimos como se estivéssemos fazendo é criar, de certa forma, uma indústria em primeiro lugar.... Um programa que poderia não encontrar seu rumo na televisão, acreditamos que pode encontrar na internet." Os cinco episódios, quando foram transmitidos pela primeira vez, foram patrocinados pela HP.

## Sinopse
A vida de uma top-model parece ser glamourosa e sexy, mas, como toda modelo iniciante logo descobre, por trás de uma bela fachada esconde-se um mundo de inseguranças e competição acirrada.
Dois modelos adolescentes estão prestes a descobrir esse mundo: Raina Collins (Sara Paxton), dona de uma beleza estonteante e um segredo em seu passado, e Chris Andrews, um lindo  interiorano. Quando Raina deixa uma ótima impressão em um desfile, rouba os holofotes da Top Sonja (Mischa Barton). Sonja esteve fora do país por motivos desconhecidos, e agora está desesperada para recuperar seu posto de "rainha das top-models".
Enquanto Raina e Sonja estão no topo do mundo da moda, Chris está começando por baixo, pois foi descoberto há pouco tempo pelo agente Simon Lockridge, da Covet Modeling Agency, propriedade da ex-supermodelo Claudia Foster. Em seu primeiro ensaio fotográfico, a inexperiência de Chris quase destrói sua carreira, mas Raina o ajuda, mostrando-lhe como relaxar e trabalhar com as lentes. Na mesma tarde, Raina traz Chris para a "casa dos modelos", onde vive com Marissa Delfina, Egan, Issac e o modelo mais popular do momento, Cole.
Em uma festa exclusiva na mesma noite, Chris fica impressionado com a generosidade de Raina quando ela abre mão de um trabalho para ajudar Sonja a recuperar sua carreira. Mas depois de uma cena terrível com Simon, Chris se pergunta se é capaz de sobreviver nesse mundo de excessos perigosos e fama repentina.

## Cancelamento
No dia 25 de setembro de 2009, a série foi cancelada após a exibição de apenas dois episódios, devido à baixa audiência. Cinco episódios foram produzidos até aquele momento, com o cancelamento da série, os episódios que não foram transmitidos podem ser vistos exclusivamente no Youtube.

## Elenco
- Mischa Barton - Sonja Stone
- Corbin Bleu - Isaac Taylor
- Sara Paxton - Raina Mayer
- Whitney Sloan - Jane Coleman
- Nico Tortorella - Cole Shepherd
- Ashley Madekwe - Marissa Delfina
- Elle Macpherson - Claudia Foster

## Episódios
| N.º | Título                    | Dirigido por       | Escrito por                       | Exibição original          | Audiência (milhões) |
| --- | ------------------------- | ------------------ | --------------------------------- | -------------------------- | ------------------- |
| 1   | "Pilot"                   | Christian Duguay   | Adam Giaudrone                    | 16 de setembro de 2009     | 1.38                |
| 2   | "The Beautiful Aftermath" | Michael Lehmann    | Anna Fricke & Mike Kelley         | 23 de setembro de 2009     | 1.04                |
| 3   | "The Beautiful Lie"       | Sanford Bookstaver | Dailyn Rodriguez                  | Não foi ao ar na televisão | —                   |
| 4   | "The Beautiful Triangle"  | Michael Fields     | Lisa Henthorn & Jonathon Roessler | Não foi ao ar na televisão | —                   |
| 5   | "The Beautiful Campaign"  | Norman Buckley     | Adam Giaudrone                    | Não foi ao ar na televisão | —                   |